# Sir Orfeo
Sir Orfeo est un poème narratif anonyme moyen anglais datant du XIIIe siècle ou du début du XIVe. Il raconte comment le roi Orphée sauva sa femme du roi des fées.
Il existe une traduction en anglais moderne de J.R.R. Tolkien, éditée en 1975 par son fils Christopher Tolkien dans le même volume qu'une traduction de Sir Gawain and the Green Knight  et de Pearl. Jean-Louis Backès en a proposé une traduction, mise en ligne jusqu'en septembre 2023.